# Andoni Murua
Andoni Murua Zenarruzabeitia (Burceña, Baracaldo, Vizcaya, 20 de marzo de 1953) fue un futbolista español. Su posición era la de extremo izquierdo. Es hermano de Edorta Murua.

## Trayectoria
Sus equipos fueron el Bilbao Athletic, Sestao Sport, Levante, Almería, RCD Español, Racing de Santander y Sporting Club de Lutxana de España.
Su debut en Primera División fue el 21/10/1979 durante la Jornada 6 de la temporada 1979-80: Almería 0 - Real Sociedad 0.

## Selección nacional
No llegó a debutar con la selección española.
Cuando era jugador de la AD Almería, fue llamado por Ladislao Kubala para una preselección con vistas al Mundial de España de 1982, dirigida en ese torneo por José Emilio Santamaría, pero se quedó en solo una llamada, que desafortunadamente no fue a más.

## Clubes
| Club                | País   | Año       | Categoría    | Clasificación | Partidos | Goles |
| ------------------- | ------ | --------- | ------------ | ------------- | -------- | ----- |
| Bilbao Athletic     | España | 1971-1972 | 3ª DIVISIÓN  | 9             | 31       | 7     |
| Bilbao Athletic     | España | 1972-1973 | 3ª DIVISIÓN  | 5             | 34       | 6     |
| Bilbao Athletic     | España | 1973-1974 | 3ª DIVISIÓN  | 13            | 33       | 9     |
| Bilbao Athletic     | España | 1974-1975 | 3ª DIVISIÓN  | 8             | 12       | 4     |
| Sestao Sport        | España | 1975-1976 | 3ª DIVISIÓN  | 3             |          |       |
| Sestao Sport        | España | 1976-1977 | 3ª DIVISIÓN  | 5             |          |       |
| Levante             | España | 1977-1978 | 2ªB DIVISIÓN | 4             | 34       | 15    |
| Levante             | España | 1978-1979 | 2ªB DIVISIÓN | 1             | 32       | 23    |
| Levante             | España | 1979-1980 | 2ª DIVISIÓN  | 10            | 6        | 2     |
| Almería             | España | 1979-1980 | 1.ª DIVISIÓN | 10            | 28       | 11    |
| Almería             | España | 1980-1981 | 1.ª DIVISIÓN | 18            | 25       | 5     |
| Almería             | España | 1981-1982 | 2ª DIVISIÓN  | 18            | 4        | 0     |
| RCD Español         | España | 1981-1982 | 1.ª DIVISIÓN | 13            | 21       | 6     |
| RCD Español         | España | 1982-1983 | 1.ª DIVISIÓN | 9             | 30       | 7     |
| Racing de Santander | España | 1983-1984 | 2ª DIVISIÓN  | 4             | 25       | 4     |
| Racing de Santander | España | 1984-1985 | 1.ª DIVISIÓN | 11            | 17       | 0     |
| Sestao Sport        | España | 1985-1986 | 2ª DIVISIÓN  | 10            | 1        | 0     |

## Anécdotas
- En la temporada 79/80 consigue hacer el 2º récord del UD Almería marcado en 4 jornadas seguidas 5 goles a: Atlético de Madrid, UD Las Palmas, Athletic Club, Real Valladolid.

- Segundo máximo goleador de la historia del AD Almería en primera división con 16 goles entre las temporadas 79/80 y 80/81.

- Marcó el tercer gol (1-3) en la penúltima ocasión que el RCD Español ganó al Fútbol Club Barcelona en el Camp Nou la jornada 30 de la temporada 81/82 (28/03/1982).